# Barkédji
Barkédji est une localité du Sénégal, située dans le département de Linguère et la région de Louga.
C'est le chef-lieu de l'arrondissement de Barkédji.